# شیخارخی
شیخارخی (به لاتین: Şıxarxı) یک منطقه مسکونی در جمهوری آذربایجان است که در شهرستان آستارا واقع شده است.